# نشریه آیگ
نشریهٔ آیگ (به فارسی: پگاه) نشریه‌ای است به زبان ارمنی که از سال ۱۹۱۲ و در تبریز منتشر می‌شد.